# Starzykowiec południowy
Starzykowiec południowy (Curaeus curaeus) – gatunek średniej wielkości ptaka z rodziny kacykowatych (Icteridae), występujący w Ameryce Południowej. Nie jest zagrożony wyginięciem.

## Systematyka

### Taksonomia
Gatunek po raz pierwszy opisany przez Juana Molinę w 1782 roku pod nazwą Turdus Curaeus. Jako miejsce typowe autor wskazał Chile. Jedyny przedstawiciel rodzaju Curaeus, opisanego przez Philipa Sclatera w 1862 roku. Gatunek pod względem zachowania podobny do starzykowca bruzdodziobego (Gnorimopsar chopi), ale dane molekularne sugerują bliskie pokrewieństwo ze starzykowcem szkarłatnym (Amblyramphus holosericeus). Zaliczany do tego rodzaju starzykowiec samotny został w 2014 roku na podstawie badań filogenetycznych i danych molekularnych przeniesiony do monotypowego rodzaju Anumara. Wyróżniono trzy podgatunki C. curaeus, choć podgatunek recurvirostris wymaga dalszych badań.

### Etymologia
Nazwa rodzajowa i epitet gatunkowy jest onomatopeją araukańskiej nazwy Küren dla starzykowca południowego.

## Występowanie
Starzykowiec południowy występuje w zależności od podgatunku:
- C. curaeus curaeus – środkowe Chile i południowo-zachodnia Argentyna
- C. curaeus recurvirostris – wyspa Reisco (południowe Chile)
- C. curaeus reynoldsi – Ziemia Ognista (południowe Chile i południowa Argentyna)

## Morfologia

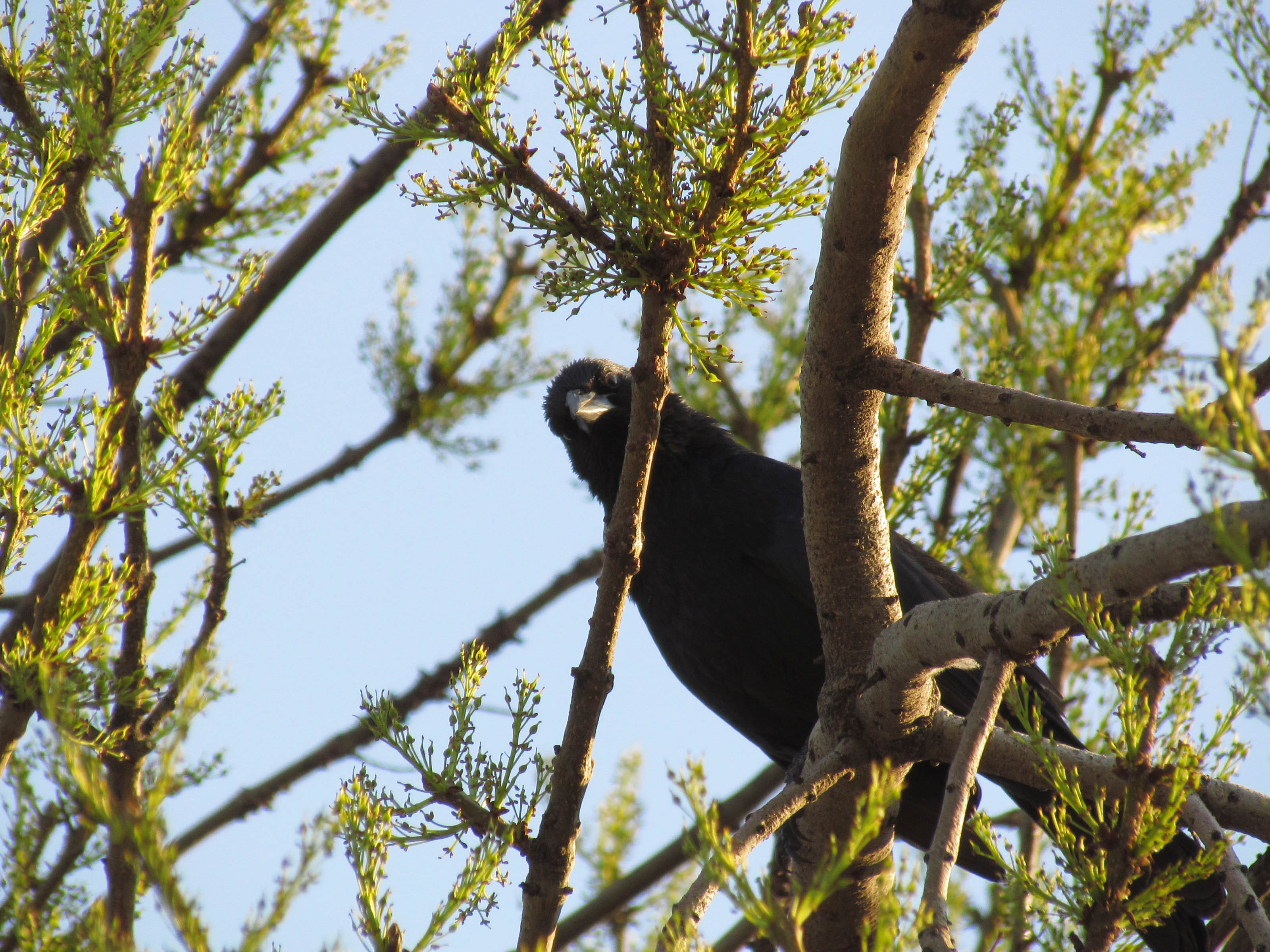
Osobnik sfotografowany w Chile

Długość ciała samców wynosi średnio 26,8 cm, masa ciała samców średnio 83,3 g, samic średnio 82,9 g (podgatunek nominatywny, południowo-zachodnia Argentyna); u podgatunku reynoldsi masa ciała samców średnio wynosi 114,6 g, samic średnio 99,1 g. Duży kacyk z długim dziobem o wyraźnie spłaszczonej górnej krawędzi dzioba (culmen). Upierzenie jest całkowicie czarne z lekkim niebieskawym połyskiem, pióra na koronie i karku nieco lancetowate. Tęczówki ciemnobrązowe, dziób i nogi czarne. Różni się od pozornie podobnego starzyka granatowego (Molothrus bonariensis) głównie większymi rozmiarami ciała, ostrym kształtem dzioba oraz bardziej matowym kolorze czarnym. Płci podobne. Osobnik młodociany jest ciemniejszy i bardziej brązowy niż dorosłe ptaki. Podgatunek reynoldsi jest większy i ma węższy dziób niż podgatunek nominatywny.

## Ekologia
Środowiskiem życia starzykowca południowego w centralnym Chile są zarośla typu śródziemnomorskiego o umiarkowanej wilgotności (ang. mesic), również zadrzewienia. Preferuje te ulokowane w dnach dolin, do tego zamieszkuje otwarte lasy wiecznie zielone lub z bukanami (Nothofagus) zrzucającymi liście, zwykle w przecinkach lub na ich obrzeżach. Prócz tego można go napotkać na wybrzeżach jezior lub nadmorskich plażach, pastwiskach, plantacji sosen (Pinus) i polach uprawnych. W Argentynie zasiedla wyłącznie lasy Nothofagus i ich okolice. Na północy Ziemi Ognistej występuje na wilgotnym stepie. Odnotowywany od poziomu morza do 1500 m n.p.m. Starzykowiec południowy to gatunek wszystkożerny – zjada owady, wodne bezkręgowce (w tym dziesięcionogi), nasiona, owoce, również nektar (z pui Puya), małe kręgowce (jak gryzonie) oraz ptasie jaja i pisklęta. Spożywane nasiona należą do roślin uprawnych, np. kukurydzy; konsumowane owoce mogą być jednak zarówno dzikie (np. Aristotelia chilensis lub berberysu), jak i pochodzące z upraw (czereśnie, winogrona, morele). Zdarza się, że wyjada karmę dla drobiu lub odpady z ludzkiego jedzenia. Żeruje głównie na ziemi, przetrząsa również liście w ściółce lub szuka pokarmu pod leżącą na ziemi korą i kamieniami. Zwykle spotykany w grupach 6–20 osobników. 

### Lęgi

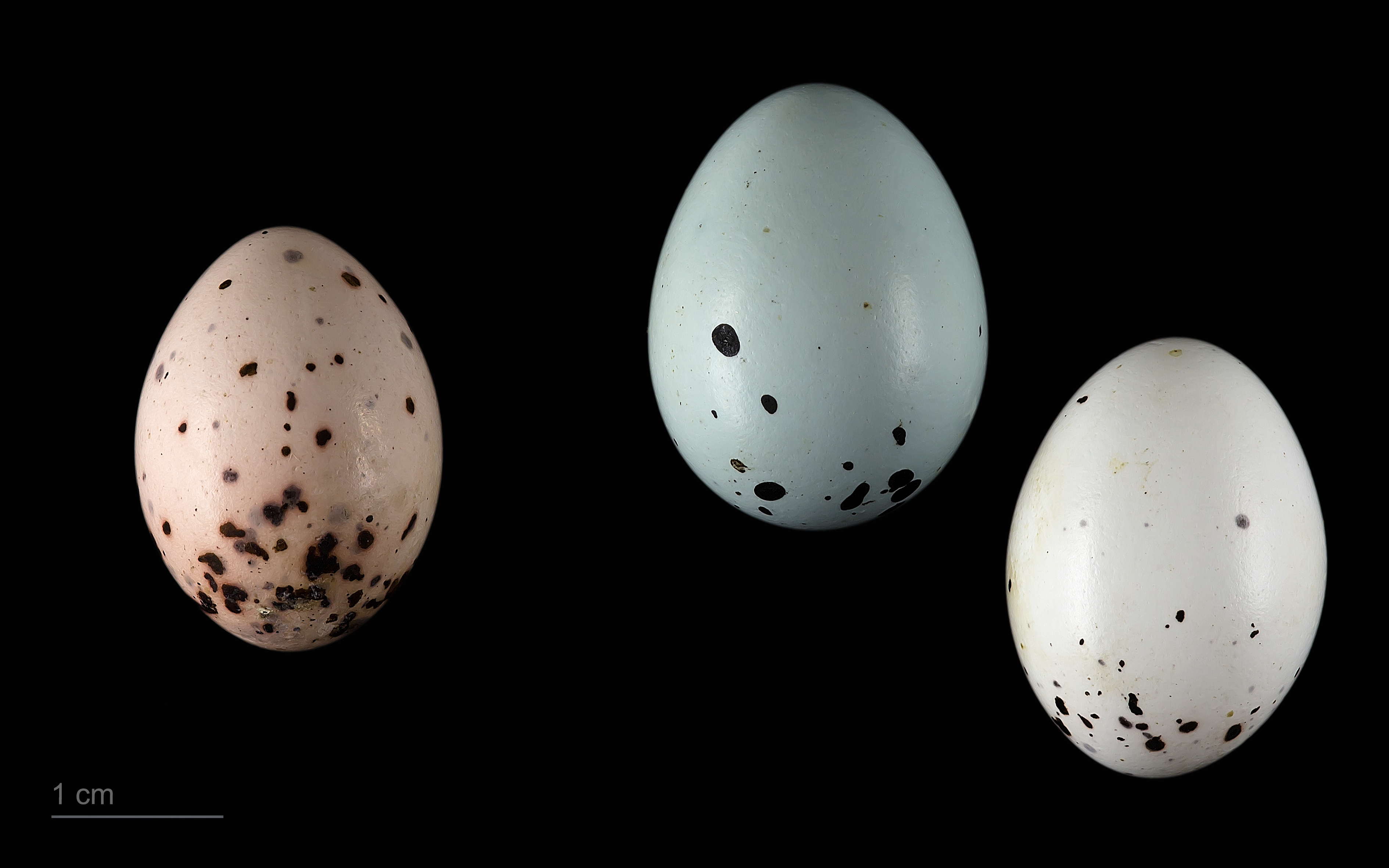
Jajo pasożyta lęgowego – starzyka granatowego (po lewej) oraz jaja starzykowca południowego

Okres lęgowy trwa od października do listopada. Trzy gniazda odnalezione w Argentynie (na Victoria Island) zawierały jaja lub świeżo wyklute pisklęta w środku grudnia. Gniazduje samotnie, prawdopodobnie monogamiczny. Gniazdo ma formę masywnego kubka zbudowanego z materii roślinnej – m.in. gałęzi, źdźbeł traw i liści bambusa – wymieszanej z błotem, a wyściełanej delikatniejszymi materiałami. Trzy gniazda z Victoria Island miały zewnętrzną średnicę 20–25 cm i średnicę wewnętrzną ok. 11 cm (głębokość 7 cm). Gniazda umieszczone są 1,5–3 m nad ziemią wśród gęstej roślinności, zarówno rodzimych gatunków, np. bambusów Chusquea, jak i introdukowanych roślin, w tym róży rdzawej (Rosa rubiginosa), jeżyny Rubus ulmifolius czy żarnowca miotlastego (Cytisus scoparius). W zniesieniu 3–6 jaj o średnich wymiarach 30,2 na 21 mm. Brak informacji o okresie inkubacji czy rolach płci przy wychowywaniu młodych.

## Status
IUCN uznaje starzykowca południowego za gatunek najmniejszej troski (LC, Least Concern) nieprzerwanie od 1988 (stan w 2021). Ze względu na brak dowodów na spadki liczebności bądź istotne zagrożenia dla gatunku, BirdLife International ocenia trend populacji jako stabilny. Pospolity w większości zasięgu, rzadszy na Ziemi Ognistej. Nie ponosi strat (a niekiedy nawet odnosi korzyści) z przekształcania krajobrazu przez człowieka. Występuje w wielu obszarach chronionych, jak Park Narodowy Vicente Pérez Rosales w Chile i Park Narodowy Los Glaciares w Argentynie.